# Rewia piękności
Rewia piękności (ang. Pretty Ladies) – amerykański komediodramat w reżyserii Monty Bella z 1925 r.

## Treść
Podczas występu artystka, Maggie, spada ze sceny wprost w ramiona muzyka, Ala Cassidy. Para bierze ślub.

## Obsada
- ZaSu Pitts jako Maggie Keenan
- Tom Moore jako Al Cassidy
- Ann Pennington jako ona sama
- Lilyan Tashman jako Selma Larson
- Bernard Randall jako Aaron Savage
- Helena D'Algy jako Adrienne
- Conrad Nagel jako wymarzony kochanek Maggie
- Norma Shearer jako Frances White
- George K. Arthur jako Roger Van Horn
- Joan Crawford jako Bobby
- Paul Ellis jako Warren Hadley
- Roy D'Arcy jako Paul Thompson
- Gwen Lee jako Fay
- Dorothy Seastrom jako Diamond Tights
- Lew Harvey jako Will Rogers
- Chad Huber jako Frisco
- Walter Shumway jako pan Gallagher
- Dan Crimmins jako pan Shean
- James Quinn jako Eddie Cantor
- Carole Lombard jako artystka rewiowa (niewymieniona w czołówce)
- Myrna Loy jako dziewczyna Ziegfelda (niewymieniona w czołówce)